# Duida-elenia
De Duida-elenia (Elaenia dayi) is een zangvogel uit de familie Tyrannidae (tirannen).

## Verspreiding en leefgebied
Deze soort komt voor op de tepuis van Venezuela en telt drie ondersoorten:
- E. d. dayi: zuidelijk Bolívar.
- E. d. auyantepui: zuidoostelijk Bolívar.
- E. d. tyleri: zuidelijk Amazonas en zuidwestelijk Bolívar.

## Status
De grootte van de populatie is niet gekwantificeerd maar de soort wordt omschreven als schaars tot vrij algemeen. Op de Rode lijst van de IUCN heeft deze soort de status niet bedreigd.